# Grande Prêmio da Grã-Bretanha de 1955
Resultados do Grande Prêmio da Grã-Bretanha de Fórmula 1 realizado em Aintree em 16 de julho de 1955. Sexta etapa da temporada, nela Stirling Moss obteve a primeira vitória de sua carreira num dia onde a Mercedes conquistou as quatro primeiras posições ao fim da corrida e passou para a história como o primeiro britânico a ganhar em casa.

## Resumo
Por conta do Desastre de Le Mans, ocorrido em 11 de junho de 1955, foram cancelados os grandes prêmios da Alemanha, Suíça e Espanha. Com apenas uma etapa a ser realizada (o Grande Prêmio da Itália dois meses depois), a vantagem de pontos de Fangio sobre Moss foi suficiente para garantir ao argentino seu terceiro título mundial de pilotos.
Nesta mesma prova estreou o futuro tricampeão mundial, Jack Brabham.

## Classificação da prova
| Pos. | Nº | Piloto                            | Construtor     | Voltas | Tempo/Diferença   | Grid | Pontos |
| ---- | -- | --------------------------------- | -------------- | ------ | ----------------- | ---- | ------ |
| 1    | 12 | Stirling Moss                     | Mercedes       | 90     | 3:07:21.2         | 1    | 9      |
| 2    | 10 | Juan Manuel Fangio                | Mercedes       | 90     | + 0.2             | 2    | 6      |
| 3    | 14 | Karl Kling                        | Mercedes       | 90     | + 1:11.8          | 4    | 4      |
| 4    | 50 | Piero Taruffi                     | Mercedes       | 89     | + 1 volta         | 5    | 3      |
| 5    | 4  | Luigi Musso                       | Maserati       | 89     | + 1 volta         | 9    | 2      |
| 6    | 16 | Mike Hawthorn Eugenio Castellotti | Ferrari        | 87     | + 3 voltas        | 12   |        |
| 7    | 26 | Mike Sparken                      | Gordini        | 81     | + 9 voltas        | 23   |        |
| 8    | 46 | Lance Macklin                     | Maserati       | 79     | + 11 voltas       | 16   |        |
| 9    | 28 | Ken Wharton Harry Schell          | Vanwall        | 72     | + 18 voltas       | 15   |        |
| Ret  | 18 | Maurice Trintignant               | Ferrari        | 59     | Superaquecimento  | 13   |        |
| Ret  | 6  | Roberto Mieres                    | Maserati       | 47     | Motor             | 6    |        |
| Ret  | 40 | Jack Brabham                      | Cooper-Bristol | 30     | Motor             | 25   |        |
| Ret  | 32 | Kenneth McAlpine                  | Connaught-Alta | 30     | Pressão do óleo   | 17   |        |
| Ret  | 42 | Peter Collins                     | Maserati       | 28     | Clutch            | 24   |        |
| Ret  | 24 | Hermano da Silva Ramos            | Gordini        | 26     | Pressão do óleo   | 18   |        |
| Ret  | 44 | Roy Salvadori                     | Maserati       | 23     | Câmbio            | 20   |        |
| Ret  | 48 | Horace Gould                      | Maserati       | 22     | Freios            | 22   |        |
| Ret  | 30 | Harry Schell                      | Vanwall        | 20     | Acelerador        | 7    |        |
| Ret  | 36 | Tony Rolt Peter Walker            | Connaught-Alta | 19     | Transmissão       | 14   |        |
| Ret  | 38 | Leslie Marr                       | Connaught-Alta | 18     | Freios            | 19   |        |
| Ret  | 20 | Eugenio Castellotti               | Ferrari        | 16     | Transmissão       | 10   |        |
| Ret  | 8  | André Simon                       | Maserati       | 9      | Câmbio            | 8    |        |
| Ret  | 2  | Jean Behra                        | Maserati       | 9      | Vazamento de óleo | 3    |        |
| Ret  | 22 | Robert Manzon                     | Gordini        | 4      | Transmissão       | 11   |        |
| DNS  | 34 | Jack Fairman                      | Connaught-Alta |        | Motor             | 21   |        |